# 무기질 코르티코이드
무기질 코르티코이드 또는 미네랄로코르티코이드(영어: mineralocorticoid)는 알도스테론 및 그와 유사한 스테로이드계 호르몬을 통칭하는 말로, 수분과 염분을 비롯한 미네랄을 조절하는 역할을 한다.

## 생리학
무기질 코르티코이드라는 이름은 이러한 호르몬이 미네랄인 나트륨의 보유에 관여한다는 초기 관찰에서 유래되었다. 1차 내인성 미네랄코르티코이드는 알도스테론이지만, 다른 많은 내인성 호르몬(프로게스테론 및 데옥시코르티코스테론 포함)도 미네랄로코르티코이드 기능을 가지고 있다.
알도스테론은 신장에 작용하여 나트륨의 능동적 재흡수 및 관련된 물의 수동적 재흡수뿐만 아니라 대뇌 피질 수집 세뇨관의 주요 세포에서 칼륨의 능동적 분비 및 내강막에서 양성자 ATPase를 통해 양성자의 능동적 분비를 제공한다. 집합관의 삽입된 세포. 이로 인해 혈압과 혈액량이 증가한다.
알도스테론은 부신 피질의 사구체대에서 생산되며 그 분비는 주로 안지오텐신 II에 의해 조정(mediate)되지만 부신피질자극호르몬(ACTH)과 국소 칼륨 수치에 의해서도 조정된다.

## 같이 보기
- 부신겉질 호르몬